# Adolfo Prieto (profesor)
Adolfo Prieto  (San Juan, 24 de enero de 1928-Rosario, 3 de junio de 2016) fue un profesor universitario y crítico literario argentino.

## Actividad profesional
En 1953 se doctoró en Filosofía en la Universidad de Buenos Aires. Trabajó como docente en varios lugares del interior de su país y en 1959 se radicó en Rosario. Fue profesor de Investigaciones de Posgrado de la Universidad de Florida, Gainesville, profesor visitante de Literatura Latinoamericana de la Universidad de California en San Diego y en la Universidad Nacional de Rosario. Tuvo el cargo de decano de la Facultad de Filosofía y Letras de la Universidad Nacional del Litoral. 
La dictadura militar de 1976 lo dejó cesante en su cátedra de la Universidad Nacional de Rosario, por lo que se exilió y ejerció como profesor en varias universidades de Estados Unidos.
Sus libros fueron fundamentales para una historia social de la literatura nacional o, al decir de María Teresa Gramuglio, de la Sociología de la Literatura. Entre ellos se encuentran Sociología del público argentino, La literatura autobiográfica argentina, Diccionario básico de literatura argentina, Borges y la nueva generación, Literatura y subdesarrollo, Estudios de la literatura argentina, Los viajeros ingleses y la emergencia de la literatura argentina y El discurso criollista en la formación de la Argentina moderna. En ellos su mirada analítica recorre temas tales como la formación del público, los distintos circuitos de producción y de lectura, las condiciones históricas, sociales y culturales en que arraigan elecciones formales e, incluso, aspectos psicológicos de los autores
En la obra Estudios de la literatura argentina, de 1969, reunió siete ensayos que en su mayor parte había escrito en 1959 y 1966. Allí se encuentra un ensayo sobre El mal metafísico, de Manuel Gálvez, obra sobre la que opina que se trata más de un realismo estereotipado que de un verdadero compromiso con la descripción de la realidad. Un trabajo sobre los grupos literarios de Florida y de Boedo en el que presta atención a la borrosa frontera entre ambos. El estudio Julio Cortázar, hoy dice del escritor mencionado, que su “literatura revela, fundamentalmente, una puntillosa conciencia del oficio de escritor; una desconfianza, y al mismo tiempo, una permanente violencia ejercida sobre el instrumento expresivo”. Otros estudios se refieren a Raúl Scalabrini Ortiz, Roberto Arlt, Ezequiel Martínez Estrada y Leopoldo Marechal.
En 2015 la Editorial Municipal de Rosario publicó la antología Conocimiento de la Argentina. Estudios literarios reunidos con trabajos de Adolfo Prieto seleccionados por Nora Avaro, quien también es autora del prólogo.

## Participación en proyectos editoriales
Fue, junto con otros intelectuales, como Ismael Viñas, su hermano David, y sus parejas de ese momento Adelaida Gigli y Susana Fiorito, uno de los fundadores de la revista Contorno, en la cual uno de los temas que Prieto compartía con sus compañeros era la preocupación por el vínculo entre literatura y sociedad. 
Prieto participó, como supervisor y revisor, de la primera edición de Capítulo. Historia de la literatura argentina, colección del Centro Editor de América Latina (CEAL). Dirigida por Roger Plá, bajo la coordinación general de Luis Gregorich, con la asistencia de Josefina Delgado y con Oscar Díaz como jefe de arte, la colección estuvo integrada por 59 fascículos publicados entre agosto de 1967 y septiembre de 1968 (cinco de ellos escritos por el propio Prieto). 

## Premios
En 1996 recibió el Premio Konex en Teoría Lingüística y Literaria.
Fue galardonado por la Universidad Nacional de Rosario y en 2006 el Concejo Municipal de Rosario lo declaró Ciudadano ilustre.